# Manoelzinho
Manoel de Aguiar Fagundes ou simplesmente Manoelzinho (Niterói, 22 de agosto de 1907 — Niterói, 22 de novembro de 1957) foi um futebolista brasileiro que atuava como meia e atacante.

## Carreira
Jogou nos clubes niteroienses Ypiranga (1926-1931 e 1933-1935), Byron (1932) e Canto do Rio (1935-1939), além de uma breve passagem pelo campista Goytacaz (1930).
Enquanto defendia as cores do Ypiranga o atacante foi convocado ao lado do parceiro de clube Oscarino para disputar a Copa do Mundo de 1930. Ambos, na ocasião, eram campeões do Estado do Rio pela Associação Nictheroyense (o campeonato estadual era disputado por seleções). Manoelzinho e Oscarino são, até hoje, os únicos jogadores de um clube de Niterói a defender as cores da seleção.

## Títulos
- Tetracampeão fluminense em 1928-1929-1930-1931 e campeão fluminense em 1935 e 1938.
- Campeão da Taça dos Campeões Niterói-Campos em 1930
- Campeão Niteroiense em 1926 e Tetracampeão em 1928-1929-1930-1931